# Республика Морак-Сонграти-Мидс
Республика Морак-Сонграти-Мидс — бывшее микрогосударство на островах Спратли, основанное британским военно-морским капитаном Джеймсом Джорджем Мидсом в 1877 году.

## История
История республики начинается с капитана Мидса, который предъявил права на острова Спратли в 1877 году. Мидс исследовал Южно-Китайское море, предъявил права на острова и взял имя короля Якова I. Потомки Мидса продолжали утверждать законность над островами и право собственности на ресурсы острова. Однако современных свидетельств существования этого государства нет. Достоверной информации о жизни Мидса нет: его имя не фигурирует в архивах британских вооруженных сил.

### Королевство Гуманности
Соперничающее образование под названием «Королевство Гуманности» образовалось в 1914 году под руководством Франклина М. Мидса, сына Джеймса Джорджа. Две соперничающие группировки продолжали претендовать на острова во время Второй мировой войны, когда они были оккупированы японскими войсками. Франклин умер в 1945 году, и его сын Иосия взял на себя руководство; Сам Иосия вскоре умер. Его сын, Мортон Ф. Мидс, должен был добиться успеха, но был сочтен слишком молодым. В сентябре 1963 года Королевство Гуманности вошло в состав Республики Морак-Сонграти-Мидс.

Флаг Королевства Гуманности

### Юридические попытки легитимности
Королевство исчезло в безвестности в течение следующего десятилетия до 1972 года, когда правивший тогда Мортон Мидс безуспешно обратился в ООН, Чан Кайши из Китайской Республики и Филиппинам с просьбой признать Королевство и его претензии. Позже в том же году остальная часть руководящего органа Королевства утонула в кораблекрушении у берегов Филиппин во время тайфуна Ора, за исключением Мидса.
Королевство снова появилось в 1985 году, когда Мидс подал в суд на Соединенные Штаты и другие страны на 25 миллиардов долларов, заявив о «недобросовестной конкуренции, преследовании и саботаже». Дело не слушалось.